# Henry Vallotton
Henry o Henri-François-Jules Vallotton, más conocido como Henry Vallotton (Lausana, cantón de Vaud, 4 de enero de 1891 - †Saint-Sulpice, 31 de enero de 1971) fue un político, diplomático, biógrafo y escritor valdense y suizo de expresión francesa.

## Biografía
Provenía de una familia acomodada de la ciudad de Lausana. Su padre era el impresor Henri Vallotton, su madre se llamaba Louise Zellweger. Tras asistir a la escuela en su ciudad natal, se licenció en Derecho en Munich, pero se doctoró en la Universidad de Lausana. Se casó en 1915 con Blanche Warnery y se estableció en ese mismo año como abogado en Lausana, donde permaneció hasta 1943 en un bufete con su amigo y más tarde aliado político Marcel Pilet.
Vallotton fue elegido para el consejo local de Lausana en 1917. Fue miembro del Partido Radical Democrático Suizo, en al ala derechista del mismo. En 1918 nació su hijo Etienne Vallotton, que siguió la carrera diplomática. Henry Vallotton representó desde 1921 hasta 1933 a su partido en el Parlamento cantonal de Vaud, y fue su presidente en 1927. 
Vallotton cultivó el estilo de vida de un dandy y estaba particularmente entusiasmado con los rallys de automóviles, en algunos de los cuales participó. Llegó incluso a cruzar con éxito África desde el Atlántico hasta el Mar Rojo en automóvil. Otra expedición automotriz lo condujo desde París a El Cairo. Más tarde fundó una asociación de conductores de automóviles y bicicletas en Vaud y se convirtió en vicepresidente del Club Alpino Suizo y presidió la sección del cantón de Vaud en el Touring Club Switzerland.
Con sus diarios de viaje de África comenzó su carrera literaria, y veinte años después lo continuó con varias biografías de personajes históricos conocidos muy traducidas a otras lenguas (Pedro el Grande, Catalina II de Rusia, Iván el Terrible, Bismarck, Metternich, Alejandro I, Alfonso XIII, Isabel de Austria, María Teresa I de Austria...). También desempeñó trabajos económicos en diversas empresas suizas. Fue miembro del Consejo Nacional de 1925 a 1943 y en 1931 se volvió a casar con Yvonne von Freudenreich, hija del bacteriólogo Eduard von Freudenreich. En 1932 fundó la Asociación Patriótica de Vaud, nacionalista, para apoyar el mantenimiento del orden. Además estuvo en la delegación suiza de la fracasada Conferencia de desarme de Ginebra (1932). Desde 1935 presidió su grupo parlamentario en el Consejo Nacional y dirigió la recién establecida comisión de política exterior de 1936 a 1940. De diciembre de 1938 a diciembre de 1939 fue Presidente Nacional. Como tal, después de la anexión de Austria por Alemania, apoyó la proclamación del Consejo Federal y los grupos políticos sobre la neutralidad de Suiza. El Café Vallotton del Palacio Federal de Berna lleva su nombre, pues lo creó como un café sin alcohol en la antigua sala de lectura de periódicos del Parlamento.
Henry Vallotton era coronel, y estuvo en el frente de la Guerra de Invierno entre Finlandia y la Unión Soviética en enero de 1940. Luego criticó la política de neutralidad del Consejo Federal. Publicó el mismo año un folleto político titulado La Suiza del mañana. En él abogaba por fortalecer el poder del estado en Suiza, evitar una dictadura y diversas reformas políticas que diferían apenas del programa del partido de extrema derecha Ligue Vaudoise de Marcel Regamey. No obstante, Vallotton rechazó cualquier forma de cooperación entre el FDP y la Ligue Vaudoise.
En 1943 comenzó una nueva carrera como diplomático. Su amigo Marcel Pilet se había hecho cargo de la gestión del Departamento Federal de Asuntos Exteriores, y lo nombró embajador de Brasil con residencia oficial en Río de Janeiro. Vallotton estuvo a cargo de la embajada local hasta 1945. De 1946 a 1951 representó a Suiza en Estocolmo.
Obtuvo un reconocimiento cada vez mayor como escritor sobre temas históricos. La Academia Francesa lo honró en 1947, 1950 y 1966 con el Premio de la lengua francesa por sus logros y además obtuvo el premio Eugène Carrière de 1959 por su biografía Pedro el Grande. El ascenso de Rusia a gran potencia. En su extenso trabajo Bismarck et Hitler (1954), expresó sus preferencias por los gobiernos autoritarios al estilo de Otto von Bismarck frente a las desventajas de dictaduras como la de Adolf Hitler.
Hasta su retiro en 1956, Vallotton siguió siendo embajador, primero en Bélgica y desde 1952 en Luxemburgo, con domicilio social en Bruselas. A una edad avanzada ya, el Consejo Federal le confió varias misiones diplomáticas, particularmente en África; aprovechó su experiencia en ese continente para escribir más libros de viajes.

## Obras
- Le Divorce et la séparation de corps en droit international privé, étude de la convention de La Haye du 12 juin 1902. Lausanne: Tarin, 1914 (disertación).
- L'Auto dans la brousse. Notes d'un voyage en Afrique occidentale. Fischbacher, París 1925.
- Sur une six roues. De Paris au Caire por Constantinopla y Bagdad. Con un prólogo de Maxime Weygand. Berger-Levrault, Paris 1927.
- "Faut-il "fermer" le Conseil National?" en Escritos del Partido Democrático Libre de Suiza, núm. 32, Lausanne, 1936.
- "La política exterior y de neutralidad de Suiza", en Escritos del Partido Democrático Libre de Suiza núm. 36, Berna 1938.
- Confédérés et Romands. Chur: Bischofberger, 1938.
- Contribución a la revisión del reglamento interno del Consejo Nacional. Notas sobre un viaje de estudio a los parlamentos francés e inglés (febrero-marzo de 1939), Berna, 1939.
- Finlandia 1940. Lo que vi y oí. Lausanne, 1940
- La Suiza del mañana. Lausanne, 1940.
- Afrique! Lausanne, 1941.
- Madeleine Blanchard. Nouvelles. Lausanne, Payot, 1942.
- Alfonso XIII. Lausanne: Payot, 1943.
- Brasil, tierra de amor y belleza. 1945, muy reimpreso.
- Élisabeth, l'impératrice tragique. París 1947.
- Hommes et bêtes d'Afrique. Lausanne 1948.
- Ivan le Terrrible. Fayard, París, 1950. Hay traducción al español (Iván el Terrible, Madrid: Ediciones Cid, 1961)
- Sept souverains de Suède. Lausanne: Payot, 1950.
- Le gaucho errant. Conte de la Republique Argentine. Con ilustraciones de Tito Saubidet y Marcel Vidoudez. Lausanne: Payot, 1951.
- Marie-Antoinette y Fersen. Paris / Ginebra: La Palatine, 1952.
- Bismarck et Hitler. Paris: La Table Ronde, 1954.
- Catalina II. Paris: Fayard, 1955.
- Voyage au Congo et au Rwanda Urundi: carnet de route. Bruselas: Weissenbruch, 1955.
- Alain-Fournier o La pureté retrouvée. Paris: Nouvelles Editions Debresse, 1957.
- Élisabeth d'Autriche. L'Impératrice assassinée. Paris: Fayard, 1957.
- Pierre le Grand. París, 1958. Hay traducción al español (Pedro el Grande, Madrid: Ediciones Cid, 1959)
- Bismarck. L'homme de fer. Paris: Fayard, 1961. Hay traducción al español (Bismarck, Madrid: Ediciones Cid, 1962)
- Marie-Thérèse, impératrice. París, 1963.
- Metternich. París, 1965. Hay trad. al español de Luis Sastre, (Metternich, Madrid: Ediciones Cid, 1966)
- Le Tsar Alexandre I.er. París, 1966. Hay trad. al español de María Isabel Martino y Ángel Ruiz Camps (Alejandro I, Madrid: Ediciones Cid, 1967)